# Giuliano di Anazarbo
Giuliano di Anazarbo, conosciuto anche come Giuliano di Tarso, o di Cilicia (Anazarbo, 231 – Anazarbo, 249 o 305), fu un martire cristiano, caduto attorno al 249 sotto la persecuzione dell'imperatore Decio, o secondo la tradizione ortodossa attorno al 305 sotto la persecuzione dell'imperatore Diocleziano.

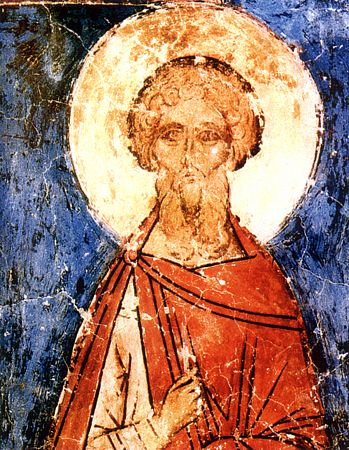
Possibile affresco del santo in ambito ortodosso

Considerato santo dalla Chiesa cattolica, ortodossa e armena. La discordanza sul periodo in cui è vissuto e sul luogo del martirio (dalla Dalmazia alla Cilicia) è dovuta al fiorire di leggende, che nel tempo hanno arricchito le scarne informazioni sulla vita del martire e al sovrapporsi di episodi leggendari, presi a prestito da altri martiri e da oltre una decina di santi omonimi noti nel Medioevo.

## Biografia
Secondo una delle leggende più ricorrenti, Giuliano sarebbe stato figlio di un senatore pagano, mentre la madre, Asclepiodora, cristiana, lo aveva educato alla nuova fede religiosa. Non facendo mistero di essere cristiano, a diciotto anni venne denunciato a Marciano, proconsole della città di Flaviade, che gli impose di sacrificare agli dei. Di fronte al suo deciso rifiuto, venne torturato e condotto ad Anazarva (Anazarbo), lungo la costa Egea (Cilicia). Condannato a morte, fu rinchiuso in un sacco insieme a serpenti velenosi (o con scorpioni) e gettato in mare.
Secondo la tradizione ortodossa, le sue spoglie, dopo un lungo girovagare, furono recuperate ad Alessandria d'Egitto e successivamente traslate nei pressi di Antiochia in una basilica sulla via Dafnia a tre miglia dalla città, distrutta dai Sassanidi a metà del VI secolo.
Secondo la tradizione cattolica, divergente da quella ortodossa, le sue spoglie spiaggiarono presso l'isola del Proconneso (oggi isola di Marmara).
Sei secoli più tardi, in una notte estiva del 957, cedette lo scoglio presso cui era posto il sarcofago, il quale però prodigiosamente non affondò e nel 962 si arenò poco a nord di Rimini, a Viserba in un punto della costa dove sgorgava una sorgente (ora nota come Sacramora, da sacra dimora).

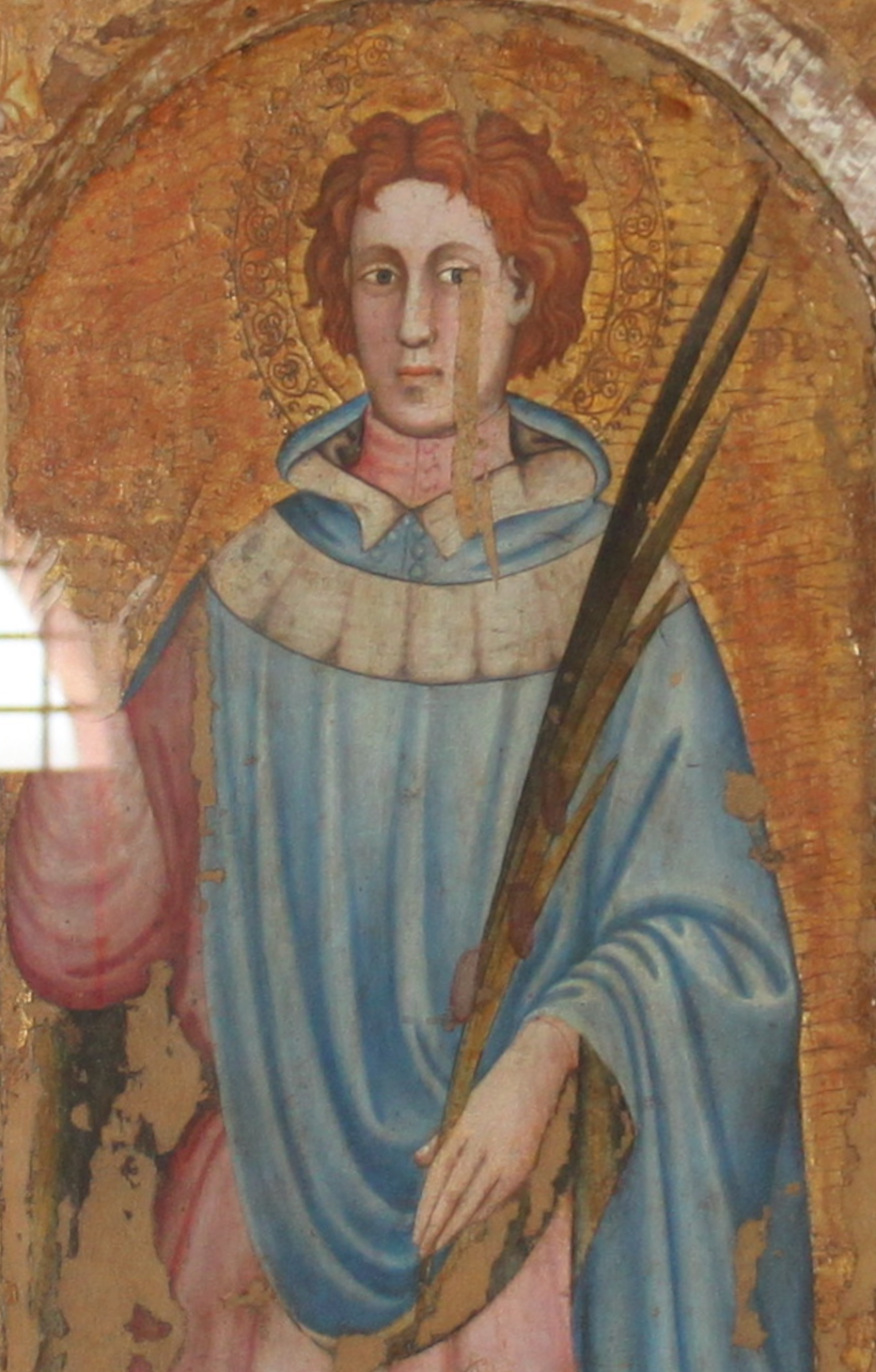
Il Santo nella parte centrale del polittico Martirio di San Giuliano, di Bittino da Faenza, 1409

## Culto
Dal panegirico che san Giovanni Crisostomo di Antiochia, nella sua 47° omelia, pronunciò per san Giuliano ("Dalle labbra dei martiri uscì una voce santa, e insieme alla voce sgorgò una luce più chiara dei raggi del sole", e ancora "Prendi chi vuoi, impazzito o indemoniato, e portalo a questo santo sepolcro in cui giacciono le reliquie dei martiri, e vedrai come lui [il demone] salterà subito in piedi e scapperà come da brace ardente") si evince come numerosi miracoli dovessero essere avvenuti presso la sua tomba.
Come già accennato, una sua tomba era posta nella basilica nei pressi di Antiochia di Siria, nel IV secolo. Da lì suo culto si diffuse nella più ampia regione siropalestinese. Potrebbe essere stato il dedicatario di un
di monastero calcedoniese fondato nel 450 d.C. dalla nobildonna Flavia sul Monte degli Ulivi a Gerusalemme.
La tradizione locale indica la presenza delle reliquie del santo anche sul monte Athos, precisamente nel monastero di San Pantaleone e nel monastero del Pantocratore.
Un altro suo sarcofago è conservato nella città Rimini, che lo ha proclamato patrono nel 1225, assieme a san Gaudenzio. Probabilmente il san Giuliano venerato a Rimini fu un martire cristiano della Dalmazia le cui reliquie furono preda di guerre o di razzie fatte sulle coste al di là dell'Adriatico; anche il materiale con cui è costruita l'arca è la pietra d'Istria; persino il suo nome potrebbe confermare la sua origine, perché nell'Istria vi erano in antichità ben quattro città di nome Iulia che potrebbero essere all'origine del suo nome.
Le reliquie contenute furono traslate nell'antica abbazia benedettina dei Santi Pietro e Paolo, oggi chiesa di San Giuliano Martire nell'omonimo borgo riminese.
Il culto fu approvato nel 1398 da papa Bonifacio IX, su istanza del signore locale, Carlo Malatesta. 
Nel 1409 Bitino da Faenza dipinse il noto polittico con scene della vita del santo e fu probabilmente in quegli anni che il sarcofago venne nuovamente aperto.
La sua ricorrenza è fissata il 16 marzo secondo la chiesa cattolica, 18 aprile secondo la chiesa armena, il 21 giugno secondo la chiesa ortodossa, mentre a Rimini il 22 giugno, giorno nel quale, nel XII secolo, si correva un palio a suo onore, non lontano dalla sua abbazia. Secondo il regolamento nel codice Torsani in cui nel XV secolo furono trascritti gli statuti trecenteschi di Rimini, il 22 giugno, l'ufficialità municipale si recava a pregare nel relativo santuario e successivamente si doveva tenere il palio, per il quale i cavalli correvano dal ponte di Viserba all'attuale piazza Tre Martiri.
Nello stesso periodo la Zecca locale coniava, a scopo commemorativo, monete contrassegnate con la dicitura “Sanctus Iulianus”.
Esiste la possibilità che il culto per Giuliano di Emesa fosse originariamente per Giuliano di Tarso.
Il culto si è confuso fin dagli inizi anche con quello di Giuliano di Antinopoli, con il quale condivide la ricorrenza nella stessa data e anche le raffigurazioni bizantine sono simili, rendendo difficile una distinzione iconografica.
Tra gli altri luoghi di culto ancora esistenti, si distinguono la basilica di San Giuliano a Tsarskoye Selo, nei pressi di San Pietroburgo edificata alla fine del XIX secolo, seguita dalla st Julian's Church (Kingston Buci) nel West Sussex del XI secolo, con un'insolita cella dell'anacoreta, la piccola capela de São Julião a Melgaço, dichiarata nel 1986 monumento nacional del Portogallo.

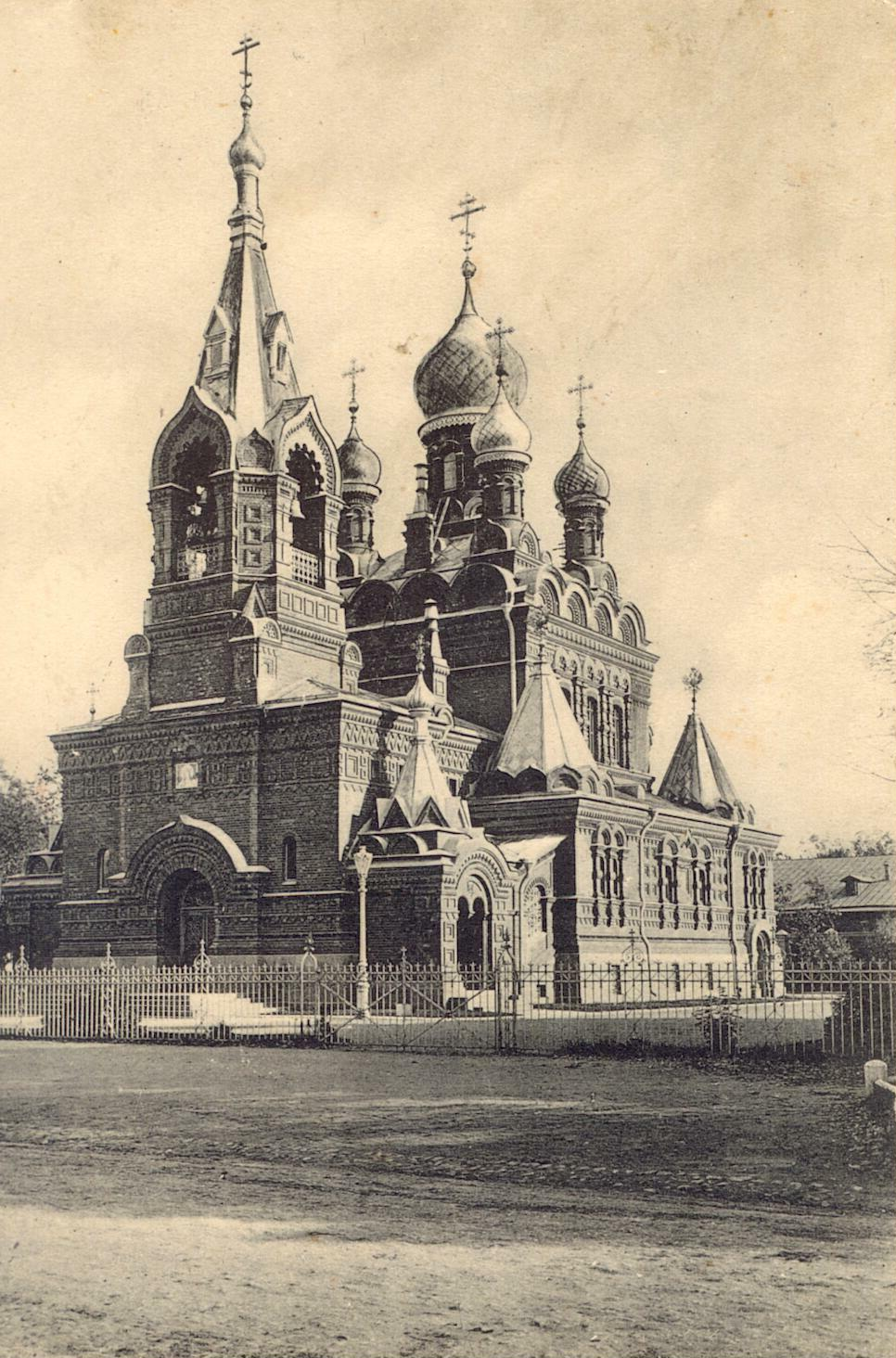
Basilica di San Giuliano a Tsarskoye Selo, nei pressi di San Pietroburgo

## Rappresentazioni artistiche
Tra le opere più note, alla storia del martire è dedicato un polittico di Bittino da Faenza (1409), da inquadrarsi nella scuola riminese ed una pala d'altare del Veronese (prima del 1583), considerata una delle opere più belle dell'artista dal Vasari.
Entrambe le opere sono custodite presso la chiesa di San Giuliano Martire a Rimini.